# 联合国新疆人权报告
《新疆人权报告》是聯合國人權事務高級專員巴切莱特于2022年8月31日发布的报告，指中华人民共和国以反击恐怖主义和极端主义为名严重侵犯新疆维吾尔族和穆斯林的人权。报告中称在新疆发现一系列人权受到不当限制的情况，并引用受害者的话证实酷刑和不人道待遇广泛存在，伊玛目阿西姆神庙等圣地被毁，中華人民共和國政府的行为可能构成国际罪行，特别是反人类罪。巴切莱特曾于2022年5月访问新疆，但行程受到中华人民共和国政府严格控制，也未能与被拘留者及家属接触。中华人民共和国一直阻挠报告的发布。

## 背景
自2017年底以来，在中国共产党中央委员会总书记习近平下令打击恐怖主义和极端主义的政策和措施背景下，出现对中华人民共和国政府侵犯维吾尔族和其他主要以穆斯林为主社群人权的严重指控，引起了联合国人权办公室和联合国人权机制的注意，由此启动了这一评估。

## 调查过程
该报告是联合国通过对人权高级专员办公室记录的证据进行彻底分析后编写的。在编写报告时，考虑了多种形式的证据，包括采访了20多名在公开报道虐待行为时居住在新疆的人。该报告还重点分析了中华人民共和国政府在侵犯人权行为的同时所公开的声明内容，包括中华人民共和国政府当时颁布的文件和法律条文。报告书中的90%内容取自于中华人民共和国官方的文件、公告和白皮书；5%来自联合国的调查采访；5%来自独立专家的报告。值得注意的是，尽管世界維吾爾代表大會等50个维吾尔组织处于向世界介绍维吾尔族种族灭绝的最前沿，但报告书没有引用再教育营的著名幸存者Zumrat Davut、米日古丽·图尔荪和图尔孙娜伊·孜娅吾丁的采访，以及30名再教育营目击者的陈述。也没有提到自由亚洲电台的6名记者披露再教育营的消息（约46名维吾尔记者因此被关押）以及2018年发布第一批图片和视频。
2022年5月，经过多年的谈判后，中华人民共和国允许联合国人权办公室成员可以前往新疆，蜜雪兒·巴舍萊亲自对新疆进行为期6天访问。她在中华人民共和国政府的安排下以「闭环方式」进行访问。巴切莱特办公室表示，她在新疆访问期间将和民间社会组织、商业代表和学者见面。而在7月19日，《路透社》揭露联合国人权办事处收到一封来自中华人民共和国的联名信函，并得到三个国家外交官和一名人权专家的证实，自6月中旬起，中华人民共和国游说各国签署联名信，以要求联合国人权办事处停止发布关于新疆侵犯人权行为的报告。而信函内容称，一旦新疆评估发表后，将加剧人权领域的政治化和集团对抗，损害人权办事处的公信力和成员国的合作，并强烈敦促巴切莱特不要发表评估报告。
2022年9月1日，巴切莱特发布报告后在与联合国人权事务高级专员办事处通过一件电子邮件发送的评论中解释为何推迟发表的理由时表示，是因为她「想尽最大努力处理上周从（中华人民共和国）政府收到的回应和意见」。该解释引起了维权组织的批评，表示因中华人民共和国施加的压力而延迟发布报告的理由不可接受。中华人民共和国政府早前曾强烈要求她不要发布有关人权报告。

### 发现与结论
报告所得出的结论是，新疆维吾尔族和其他突厥穆斯林的人权在中华人民共和国实施反恐和反极端主义的政策下确实存有严重的侵犯人权行为，证实了有关少数民族地区侵犯人权行为的学术研究和公开报道。 联合国人权办事处奴隶制问题特别报告员小保方智也（Tomoya Obokata）于2022年9月15日向联合国提交关于现代奴隶制和强迫劳动的独立报告，并得出结论认为，有强力的证据表明中华人民共和国新疆维吾尔人和其他以穆斯林为主的社区的人权被侵犯。

## 报告内容
报告首先陈述了新疆地区的背景和现状，然后介绍中华人民共和国认定恐怖主义和“极端主义”的法律和政策框架，随后写了自由剥夺的形式，包括“转送职业教育培训中心”和“通过刑事司法系统进行拘留”，并介绍了“职业教育培训中心”的条件和待遇以及其他人权关切，包括宗教、文化和语言特征和表达自由、隐私权和行动自由、生育权和就业和劳工问题，随后讨论了家庭分离和报复问题。最后提出了对中华人民共和国政府和工商界的建议。

### 危害人类罪
联合国报告的重点是，人权专员办公室发现了可能构成「危害人类罪」的酷刑和其他侵犯人权行为的可靠证据。报告称，被拘留的人的胳膊和腿被捆绑在「老虎椅」上并遭到殴打，妇女也受到性侵犯，其他人被长期单独关押，导致持续饥饿，体重因此显着下降，也有些人会被淹死。该报告描述了人们「在脸上被泼水进行审讯」。 

### 对宗教活动的限制
报告还讨论了政府对新疆各地宗教活动——尤其是穆斯林少数民族的更广泛的控制。例如，「宗教活动只允许在政府批准的地点，由政府认可的人员进行，并根据政府批准的教义和出版物进行」。此外，据前被拘留者回忆说，他们必需进行夜间值班，以确保狱友在夜间不祈祷或以其他方式违反规定。这些重大限制不仅限制了宗教自由，而且可能进一步使选择在批准的场所以外从事宗教活动的个人在中华人民共和国对「反极端主义」的模棱两可的定义下受到迫害。 

### 反极端主义
该报告高度批评中华人民共和国政府的反极端主义理论。报告发现，有关反极端主义法律和法规含糊不清，容易被个人解释，并且模糊了实际威胁和犯罪嫌疑之间的界限。这两个类别还包含大量被归类为极端主义的温和行为，即使它们与极端主义无关，例如留胡子或拥有社交媒体账户，甚至给自己的孩子起一个穆斯林的名字。

### 任意拘留
报告称，当地任意拘留存在严重风险。「有理由得出结论，至少在2017-2019年，大规模任意拘留的模式发生在职业教育和培训中心的设施内」。虽然中华人民共和国政府声称这些场所是参与者可以自由进出的学校或培训中心，但报告证伪了这种说法。联合国报告称，这种「安置」是剥夺自由的一种形式，「当一个人未经其同意而被拘留时，就会发生任意拘留」。人权高级专员获得的一致报告显示，被拘留者没有在设施中获得自由和信息的权利；被关押的人在如此戒备森严的设施中不可能自愿离开。人权高级专员约谈的前拘留者有三分之二报告称，他们受到了相当于酷刑或其他虐待的待遇。被拘留的理由例如「有太多孩子」、被视为「危险人物」、出生在特定年份、前罪犯、戴着面纱或胡须，或申请护照。

### 强迫劳动
联合国关于新疆迫害的报告也指责中华人民共和国使用強迫勞動。报告认为，中华人民共和国政府的劳工计划与打击极端主义和任意拘留的框架密切相关，这引起了人们对此类计划在多大程度上可以完全自愿的担忧。报告指出，有证据表明这些工作计划确实涉及强迫劳动。

### 强制医疗和性虐待
该报告显示，被拘留者还被迫服药或注射，而没解释理由。有关于拘留中心性虐待和暴力的投诉，中华人民共和国政府采取了对提出这些指控的妇女进行「人身攻击」。违反计划生育也是转诊至教育营或培训机构的最常见原因之一。
报告还指出，中华人民共和国政府「明确了出生率与宗教‘极端主义’之间的联系」。调查发现，「有可靠的迹象表明，通过强制执行计划生育政策侵犯了生殖权利，包括强迫堕胎、避孕和绝育的指控」。并指出，新疆的绝育率为每10万居民243次，而全国平均为32次。

### 建议
联合国报告呼吁中华人民共和国政府释放那些被任意拘留的人，并调查侵犯人权的指控。此外，由47个成员国代表组成的联合国人权理事会应根据《防止及惩治灭绝种族罪公约》规定的义务展开全面调查。它还应推动各国采取更多行动，从供应链中消除现代奴隶制，确保中华人民共和国或其他地方使用强迫劳动生产的商品不能被他国进口。

## 回应

### 中华人民共和国
7月28日，中華人民共和國外交部發言人赵立坚表示，近千家中华人民共和国和国际非政府组织、新疆各界社会组织向联合国人权高专巴切莱特联合致函，表示巴切莱特访华期间，同中华人民共和国各界人士进行了广泛交流，了解了新疆各族人民依法充分享有各项人权的事实真相，期待她向国际社会客观公正地介绍访华访疆见闻，强烈反对高专办发布一份没有授权、违背事实的涉疆报告。
9月1日，外交部发言人汪文斌在例行记者会上作出回应，称这份报告是“虚假信息大杂烩”、“非法、毫无公信力的报告”，并称“人权高专办已经沦为美西方整治广大发展中国家的打手和帮凶”。同日，联合国秘书长古特雷斯认可报告中的证据，希望中華人民共和国政府改善。
9月2日，在被问及是否听取古特雷斯的建议时，外交部发言人赵立坚重申了汪文斌的回应。
2022年9月9日，中华人民共和国驻日内瓦联合国大使陈旭宣布，北京将不会与联合国人权办公室合作。他表示人权办公室通过发布的报告关闭了合作的大门，并将8月31日发布的报告描述为「非法和无效」。陈旭告诉记者：「你（联合国人权办公室）不能……在享受与我们合作的同时伤害我们」。陈旭认为，巴切莱特立场的明显表明她不支持报告的调查结果。
2022年9月13日，中华人民共和国再次抨击新疆人权报告为“抹黑”，并公布一份联名信，表示有21个国家支持该国立場。西方外交官表示，支持中华人民共和国的国家比预计中的少，在人权理事会拥有发言权的47名成员中，只有7个签署支持中华人民共和国。

### 美国
9月1日，白宫新闻秘书卡琳·珍-皮埃爾欢迎联合国人权事务负责人发布中华人民共和国对维吾尔族和其他少数民族的“可恶人权待遇”的报告，并呼吁中华人民共和国立即停止犯下这些暴行，同时敦促中华人民共和国允许独立调查人员充分和不受阻碍地进入新疆。
美国驻联合国大使琳达·托马斯-格林菲尔德呼吁日内瓦召开联合国人权理事会紧急会议，以讨论调查结果，同时美国将与盟国和伙伴合作，要求中华人民共和国终止侵犯人权的行为。
国务卿安东尼·布林肯发表声明，称报告，“以令人震惊的细节概述了新疆发生的侵犯人权和践踏行为。它的结论是，‘对维吾尔族和主要是穆斯林群体的任意和歧视性拘留的程度……可能构成国际罪行，特别是反人类罪’，并且在新疆‘发生了严重的侵犯人权行为’”，声明表示，“我们将继续与我们的伙伴、公民社会和国际社会密切合作，为众多的受害者寻求正义和问责。我们将继续追究中华人民共和国的责任，并呼吁中华人民共和国释放那些被不公正拘留的人，公布那些失踪者的下落，并允许独立调查人员能够充分和不受阻碍地进入新疆、西藏和中国各地”。
美國國會及行政當局中國委員會称联合国有关新疆人权状况的报告就中华人民共和国政府对待维吾尔人的暴行进行了严厉的评估，并呼吁追究有关官员的责任。不过，也有国会议员批评联合国的这份报告内容“过于软弱”，指责联合国的人权机构已屈服于中华人民共和国政府的压力。

### 英国
2022年9月1日，英国外交大臣兼保守党领袖候选人伊丽莎白·特拉斯表示，该份报告提供了新的证据，证明中华人民共和国「压制和镇压新疆维吾尔人和其他少数民族的努力程度令人震惊」。她承诺，英国政府将继续与国际伙伴继续合作改变中华人民共和国的行动，以尽快结束在新疆令人震惊的侵犯人权行为。
曾为维吾尔特别法庭担任法庭主席的著名律师杰弗里·尼斯认为，虽然联合国在指控中华人民共和国严重侵犯新疆维吾尔族穆斯林人权的报告中没有提及「种族灭绝」一词是一个令人震惊的失误，但总比没有报告公布的好，这显示了向前迈出了很小的一步。杰弗里·尼斯也表示，从长远来看，这份报告可以使那些不愿对中华人民共和国侵犯人权的行为采取行动的国家可以开始考虑更多的人权行动。杰弗里·尼斯也称，由于美国和世界各地的几位民主立法者都谴责中华人民共和国的行为是种族灭绝，但令人惊讶的是，报告中没有提到种族灭绝。
保守党议员托馬斯·圖根達特呼吁英国政府考虑禁止进口中华人民共和国新疆地区生产的所有棉花产品，以应对中华人民共和国对待维吾尔穆斯林的方式。他也建议停止购买任何有助于新疆镇压的技术，表示该地区在中华人民共和国政府利用大规模监视技术下，当地摄像头监控每个角落，其中许多都启用了面部识别功能，维吾尔人被迫下载追踪应用，有些人甚至因给家人发短信而被捕。 鉴于正在发生的人权灾难，英国从中华人民共和国供应商那里购买摄像头和监控设备是不可接受的。

### 纽西兰
2022年9月1日，纽西兰外交部长纳奈亚·马胡塔对联合国关于中华人民共和国新疆侵犯人权指控的报告表示「令人深感担忧」，呼吁中华人民共和国履行其国际人权义务，并对报告中提出的关切和建议作出回应。纳奈亚·马胡塔称，纽西兰政府一直对新疆维吾尔人和其他穆斯林少数民族的待遇提出「严重关注」，尤其是报告中关于任意拘留、酷刑、性暴力和基于性别的暴力、强迫医疗、广泛监视、侵犯生殖权利、限制宗教或信仰自由以及强迫劳动的结论。作为普世价值的坚定支持者，当看到人权受到威胁时，将继续对此大声疾呼，以符合纽西兰的利益和价值观。

### 挪威
2022年9月1日，挪威对联合国人权事务专员提交的报告表示欢迎，并对报告的调查深感担忧。外交部长安尼肯·惠特费尔特表示，「长期以来，挪威一直呼吁联合国人权事务高级专员提交该报告，并对此表示欢迎。该报告是透徹的，并提出了非常令人担忧的调查结果。报告的结论是，新疆发生了针对维吾尔族和其他穆斯林少数民族的严重侵犯人权行为，这些行为可能构成危害人类罪」。「挪威经常对新疆的人权状况表示关切。我们呼吁（中华人民共和国）当局尊重其所有人权义务，停止任意剥夺维吾尔人和其他少数民族的自由，并与联合国人权机构充分合作，以确保遵守具有约束力的国际人权义务」。

### 卢森堡
2022年9月2日，卢森堡表示支持联合国关于中华人民共和国新疆地区侵犯人权行为的报告，并呼吁中华人民共和国当局解决其中突出的问题。卢森堡外交和欧洲事务部长让·阿瑟伯恩欢迎巴切莱特发表的报告，表示该报告包含有关新疆严重侵犯人权行为的非常令人不安的信息，并呼吁中华人民共和国当局尽快解决报告中提出的问题。而卢森堡将与其欧盟和联合国伙伴合作，特别是在联合国人权理事会内跟进该报告。

### 法国
2022年9月1日，法国外交部呼吁北京政府落实联合国报告的建议，停止侵犯维吾尔人和其他少数民族的人权。法国外交部发言人表示，法国对联合国人权事务高级专员办公室报告的结论深表关切，联合国文件已经证实了在可信的报告中发布的信息，这些报告越来越多，表明人权受到广泛和系统的侵犯。法国外交部也指出报告中「任意失踪、酷刑和其他残忍、不人道或有辱人格的待遇和处罚、强迫失踪、强迫绝育、基于性别的暴力以及家庭分离的案件」。法国外交部发言人还表示注意到报告的结论：其中一些违法行为可能构成国际罪行，特别是反人类罪。
法国共产党谴责任何对人类尊严的攻击，并拒绝强制禁止穆斯林文化或对穆斯林群体的任何污名化和歧视，并重申该党对于人权的重视和呼吁所有人应遵守联合国的决定。

### 瑞士
2022年9月7日，瑞士联邦外交事务部宣布，瑞士政府已召见中华人民共和国驻瑞士大使，以转达瑞士政府在联合国发布有关新疆局势的报告后的担忧。瑞士驻日内瓦联合国大使尤尔格·劳伯（Jürg Lauber）向《法新社》记者表示，瑞士认为联合国的报告「质量非常好」，对事实很客观，调查结果也很清楚。他补充说，瑞士希望看到落实报告中的建议。瑞士外交部也强调，尤尔格·劳伯「经常表达其对新疆少数民族和宗教少数群体权利的强烈关切，并确信维护其利益和尊重基本权利的最佳方式是与北京进行批判性和建设性的对话」。

### 联合国
9月1日，联合国秘书长安东尼奥·古特雷斯表示希望中华人民共和国能够“采纳”报告中提出的建议。

### 民间
世界維吾爾代表大會与全球60多个维吾尔组织在其网站上发表声明，呼吁联合国成立调查委员会，独立审查新疆的人权状况，并敦促联合国防止种族灭绝问题办公室立即对包括种族灭绝和危害人类罪在内的暴行风险进行评估。世界维吾尔代表大会主席多里坤·艾沙（Dolkun Isa）表示：「这份联合国报告极其重要。它为联合国成员、相关机构和商界采取有意义和切实的行动铺平了道路」、美国维吾尔运动执行董事茹仙·阿巴斯表示：「尽管巴切莱特的报告太迟公布，但报告再次提供了『中国暴行』的证据，并没有让世界回避采取行动的义务」、澳大利亚维多利亚维吾尔协会主席阿利姆·奥斯曼（Alim Osman）表示：「调查结果解释了为什么（中华人民共和国）政府与他们的盟友不惜一切代价都要阻止巴切莱特发表维吾尔人权报告，该报告证明了（中华人民共和国）广泛的人权暴行」、英国维吾尔人权组织主任拉希玛·马赫穆特（Rahima Mahmut）表示：「英国商界和政治领导人应采取制裁行动，并从供应链中移除维吾尔强迫劳动制造的商品」、人权观察宣传副主任约翰·费舍尔（John Fisher）表示：「该报告为联合国进一步采取行动追究侵权行为的责任奠定了坚实的基础」、国际特赦组织秘书长阿涅斯·卡拉马德 (Agnès Callamard) 表示：「这份46页的文件揭示了新疆正在发生的侵犯人权行为的规模和严重程度，这就是为什么（中华人民共和国）政府如此努力地向联合国施压以掩盖它。既然人权高专办公室终于公布了调查结果，联合国人权理事会是时候根据国际法建立一个独立的国际机制来调查这些罪行」。
居住在海外的一些维吾尔人对报告感到失望，但也有的对报告感到满意。
香港《星島日報》評論認為，巴切萊特的新疆人權報告立場極度偏頗，完全採納疆獨組織和西方人權團體單方面編造的證據，甚至只憑疆獨組織提供「受害者」的一面之詞，指控中华人民共和国。而她選擇卸任高級專員職位前幾分鐘，才在聯合國網站張貼有關報告，是對報告缺乏信心，蓄意迴避質詢，令人懷疑她在美國強大壓力下才撰寫如此偏頗失實報告。

## 倡议

### 要求正视侵犯人权的问题
40多名联合国人权理事会所属特别调查员、独立专家和工作组于2022年9月7日联合发文呼吁，国际社会不能忽视中华人民共和国严重侵犯人权行为，要求人权理事会必须召开一次关于中华人民共和国的特别会议，以及敦促中华人民共和国必须解决新疆严重侵犯人权的行为。《柳叶刀》主编理查德·霍顿刊文呼吁，在米歇尔·巴切莱特的报告记录了如此严重的滥权行为，所有卫生机构都应关注新疆维吾尔族的健康问题和进行干预，而不是在引起了一天的新闻头条后，一直保持沉默选择忘记，这种冷漠的态度是不能容忍的。德国驻日内瓦联合国大使、人权理事会副主席塔琳娜·斯塔施向人权理事会提交报告书，要求作为人权理事会第51届会议的讨论要点和正视报告内容中侵犯人权的行为。同时也对中华人民共和国和俄罗斯试图通过相同的叙述和影响力来拉拢其他国家的行为持反对立场。藏人行政中央敦促联合国人权办公室推动报告中所提出的建议的正式实施，以确保对当地产生真正和实际的影响。对华政策跨国议会联盟60名成员谴责中华人民共和国政府继续剥夺其公民的言论、思想、良心和宗教自由，同时对反对其统治的人实施大规模监视、任意拘留和强迫失踪。

### 加强贸易限制与审查
德国联邦议院自由民主党人权政策发言人彼得·海特呼吁对中华人民共和国作为商业地点的态度应更加慎重，德国公司在新疆的参与应置于显微镜之下。英国保守党议员托馬斯·圖根達特要求英国政府禁止进口中华人民共和国新疆地区生产的所有棉花产品，停止购买任何有助于新疆镇压的技术。加拿大维吾尔人权倡导项目（URAP）要求加拿大政府应该禁止使用维吾尔强迫劳动制造的中华人民共和国产品和更加严格地评估其与中国大陆的贸易关系，并应该停止资助与危害人类罪指控有关的中国大陆公司，同时要求加拿大移民、難民及公民部（IRCC）可以为维吾尔人的移民程序提供便利。
欧洲委员会正草拟一份禁止强迫劳动的草案，将适用于在生产、制造、收成及萃取过程中任何阶段，牵涉到强迫劳动的产品禁止进口到欧盟27个国家。欧盟于2022年9月14日正式公布一份长达60页禁止销售强迫劳动产品的提案。欧盟贸易专员瓦尔迪斯·东布罗夫斯基斯表示，这项提案将对解决影响全球数百万人的现代奴隶制产生真正的影响，欧盟的目标是从欧洲市场上消除所有由强迫劳动制造的产品。

### 要求国际进一步调查
国际特赦组织呼吁联合国人权理事会应根据国际法建立一个独立的国际机制进行调查。人权观察呼吁联合国人权理事会应该利用这份报告对中华人民共和国政府的反人类罪展开全面调查。英国著名律师杰弗里·尼斯向荷兰海牙法庭提供证据，呼吁国际刑事法院对中华人民共和国对待中华人民共和国新疆地区维吾尔人和其他主要穆斯林群体的待遇展开调查。

## 影响

### 审查
2022年9月2日，加拿大驻中国大使馆官员表示，加拿大在微博和微信上分享关于联合国新疆报告的帖子遭到审查。美国驻北京大使尼古拉斯·伯恩斯于9月7日也表示，中华人民共和国主要社交媒体微博和微信正在阻止西方支持联合国报告，国务卿安东尼·布林肯于8月31日发布声明的帖子也被中华人民共和国互联网审查员删除。

### 媒体
2022年9月8日，总部位于华盛顿的非营利组织自由之家发布一份报告中表示，中华人民共和国正在加强其影响和操纵全球新闻和信息的活动，以阻止联合国报告的传播，并使用一系列工具在国外树立自己的正面形象，包括恐吓记者和媒体机构、封锁网站、骚扰外国记者、部署网络攻击、滥用网络喷子、聘请有影响力的人操纵社交媒体和有针对性的虚假宣传活动等。

### 合作
2022年9月9日，中华人民共和国常駐聯合國日內瓦辦事處大使陳旭表示，由于联合国人权事务高级专员办事处在一份关于中华人民共和国新疆地區涉嫌侵犯人权的报告发布后，北京不会与联合国人权高專辦合作，也表示将在该届联合国会议上「坚决反对」任何针对中国的措施。但陈旭也说，中华人民共和国将继续与联合国整体的合作，并区分联合国与其人权高專辦的职务，又称期待新任人权高級专员福尔克尔·蒂尔克的表现。